# Oumm Koulthoum bint Muhammad
Ne pas confondre avec la chanteuse égyptienne Oum Kalthoum.
Oumm Koulthoum bint Muhammad (ou Oumm Koulthoum bint Muhammed), ou simplement Oumm Koulthoum (en arabe : أُمّ كُلْثُوم [Umm Kulthūm]), est la troisième des quatre filles de Mahomet et Khadija, sa première femme. Elle meurt avant son père.

## Biographie
Oum Koulthoum est la fille de Mahomet et de Khadija. Elle aurait été mariée une première fois à un des fils de Abu Lahab mais, sur ordre de son père, aurait divorcé rapidement.
Elle épouse plus tard ʿOthman, successivement époux et veuf de sa sœur Ruqayya. Elle meurt vers l'an 9 de l'Hégire. 

## Approches historiques
Les auteurs musulmans ont associé Oum Koulthoum à diverses traditions. En particulier, elle aurait servi à rapprocher Mahomet et Othman. Certains commentateurs ont néanmoins remis en doute le récit traditionnel en raison d'incohérence entre les dates et son âge.
Très peu d'informations historiques permettent d'étudier historiquement cette figure. En 1912, l'orientaliste Lammens considérait que son existence était douteuse. À l'inverse, Bint al-Shati a essayé d'en brosser, à partir des sources classiques, un portrait humain.